# Sous-district d'Hébron
1920 – 1948
Entités précédentes :
- Moutassarifat de Jérusalem ( Empire ottoman)

Entités suivantes :
- Jordanie
 Israël

Le sous-district d'Hébron (arabe : الخليل دون المنطقة ; hébreu : נפת עזה) était un sous-district de Palestine mandataire comprenant le chef-lieu Hébron et ses alentours.

## Villes et villages dépeuplés
(localités actuelles entre parenthèses)
| - 'Ajjur (Agur, Li-On, Tirosh) - Barqusya - Bayt Jibrin (Beit Guvrin) - Bayt Nattif - al-Dawayima (Amatzya) - Deir al-Dubban (Luzit) | - Dayr Nakhkhas - Kudna (Beit Nir) - Mughallis (Gefen) - al-Qubayba (Lachish) - Ra'na (Gal On) | - Tell es-Safi - Khirbat Umm Burj (Nehusha) - az-Zakariyya (Zekharia) - Zayta - Zikrin |